# Castelvetere in Val Fortore
Castelvetere in Val Fortore é uma comuna italiana da região da Campania, província de Benevento, com cerca de 1.801 habitantes. Estende-se por uma área de 34 km², tendo uma densidade populacional de 53 hab/km². Faz fronteira com Baselice, Colle Sannita, Riccia (CB), San Bartolomeo in Galdo, Tufara (CB).

## Demografia
| Variação demográfica do município entre 1861 e 2011                               |
|                                                                                   |
| Fonte: Istituto Nazionale di Statistica (ISTAT) - Elaboração gráfica da Wikipedia |